# Крестики-нолики (график)

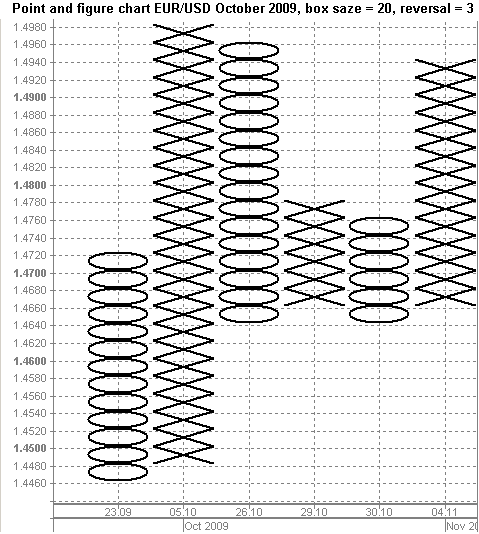
Пункто-цифровой график EUR/USD за октябрь 2009 года. Величина порога = 20 пунктов, параметр разворота = 3

График японских свечей EUR/USD за октябрь 2009 года.

Пункто-цифровой график (также график крестики-нолики) — применяемый в техническом анализе вид графика котировок объекта торговли (товара, ценной бумаги, валюты), который отображает изменения цены в форме вертикальных столбцов, состоящих из крестиков («Х» — символизирует рост) или ноликов («0» — символизирует снижение). Оговоренное движение цены вверх (например, каждые 10 пунктов) отмечается добавлением в столбец крестика, а движение вниз — нолика. 
Пункто-цифровой график учитывает направление и величину изменения цены, но не зависит от длительности во времени такого изменения. Данный тип графиков крайне сложно сочетать с показателями объёма торгов, так как они будут суммироваться для всего периода роста или падения (для одного столбца), а не относиться к конкретному периоду (элементу столбца).

## Правила построения
В пункто-цифровых графиках не отмечается каждое движение цены. Изменения на график вносятся лишь при изменениях цены более установленных дискретных значений. Перед построением графика оговариваются:
- величина порога (англ. box size) — количество пунктов изменения цены, которые регистрируются на графике как крестик либо как нолик (например, 10 пунктов).
- параметр разворота (англ. reversal) — величина противоположного движения цены (в единицах box), при котором происходит смена «Х» на «О» или наоборот (например, 3, то есть 30 пунктов при величине порога в 10 пунктов)

Если цена в течение какого-то времени движется вверх, то все это движение записываются в виде столбца из крестиков — после прохождения очередного порога новый крестик дописывается над предыдущим. Когда цена разворачивается и пройдёт вниз величину порога столько раз, сколько указано в параметре разворота, то формирование столбца крестиков прекращается и начинается формирование столбца ноликов, который сразу может начаться с нескольких ноликов (если параметр разворота больше 2).  После понижения цены ниже очередного порога новый нолик дописывается под предыдущим. И так до тех пор, пока цена опять не развернётся вверх.

## Особенности анализа
Пункто-цифровой график не привязан к шкале времени. Это требует существенного изменения многих подходов традиционного технического анализа. Графики этого типа автоматически демонстрируют тренд и особенно удобны для выделения уровней, вокруг которых цены колеблются длительное время (уровни консолидации цен).
Пункто-цифровой график представляет рыночную информацию в некотором обобщённом (усреднённом, сглаженном) виде:
- Движения против тренда меньше параметра разворота не отображаются
- Превышения/снижения меньше размера порога на краях столбцов не отображаются
- Объём торгов суммируется для всего столбца (общий для диапазона роста или падения), а не относится к конкретному периоду (элементу столбца)

Изменяя величину порога и параметр разворота можно изменять степень усреднения графика.
Плюсы графиков «крестики-нолики»:
- не показывают незначительные колебания цены, которые делают барные графики «шумными»;
- исключают из анализа влияние фактор времени (резкие взлеты и падения цены);
- делают определение линии тренда предельно простым;
- облегчают определение уровней поддержки и сопротивления;
- дают возможность отслеживать долгосрочные изменения цен [1].

## История
Данный метод построения графика цен был известен с конца XIX века. Первоначально его называли «книжный метод». Именно это название использовал Чарльз Доу в редакционной статье номера «Уолл-стрит джорнал» от 20 июля 1901 года. В ней Доу утверждал, что «книжный метод» в ходу уже последние пятнадцать лет, то есть относил дату его рождения к 1886 году. Начиная с 1901 года этот метод анализа движения цен начал приобретать известность в США и на сегодня остается одним из самых популярных среди американских трейдеров.
Впервые наиболее полно этот метод был описан в 1904 году Джозефом Клейном, который называл его «метод регистрации тенденций». По Клейну, использовать метод начали примерно с 1881 года.
Название «пункто-цифровой график» приписывают Виктору де Виллиерсу (англ. Victor De Villiers), который смешал в нём два варианта отображения графиков — сравнительно старого «цифрового» и относительно нового «пунктового». На «цифровом» графике цены наносили в виде цифр, а на «пунктовом» в виде специальных значков — крестиков и ноликов.